# AEG D.I
 (novembre 2017).
Si vous disposez d'ouvrages ou d'articles de référence ou si vous connaissez des sites web de qualité traitant du thème abordé ici, merci de compléter l'article en donnant les références utiles à sa vérifiabilité et en les liant à la section « Notes et références ».
L'AEG D.I est un biplan de chasse monoplace conçu par la firme allemande AEG pendant la Première Guerre mondiale. Il ne fut jamais produit en série. 

## Développement
L'AEG D.I était construit essentiellement en tubes d’acier entoilés. Premier chasseur produit par AEG, il recevait un moteur refroidi par eau Daimler D IIIa de 160 ch et deux mitrailleuses synchronisées LMG 08/15 de 7,9 mm. Trois prototypes furent construits, le premier sortant d’usine en mai 1917. Il effectua ses essais en vol entre août et septembre suivant, après un allongement du fuselage de 40 cm. L’appareil était délicat à piloter, et le premier prototype s’écrasa durant un vol d’essais, mais  le D.I semblait prometteur, et une série de 17 exemplaires (4400/17) fut commandés pour essais opérationnels par la Jasta 14. Le 5 septembre 1917 un deuxième prototype s’écrasait, entraînant l’annulation de la commande. Les deux derniers prototypes, parfois désignés D.II et D.III, se distinguaient par des radiateurs latéraux.